# Грузьке (Кетрисанівська сільська громада)
Грузьке (до 17 лютого 2016 — Кі́рове) — село в Україні, у Кетрисанівській сільській громаді Кропивницького району Кіровоградської області. Населення становить 283 осіб.
До 2016 року село Грузьке носило назву Кірове.

## Населення
Згідно з переписом УРСР 1989 року чисельність наявного населення села становила 261 особа, з яких 127 чоловіків та 134 жінки.
За переписом населення України 2001 року в селі мешкали 283 особи.

### Мова
Розподіл населення за рідною мовою за даними перепису 2001 року:
| Мова       | Відсоток |
| ---------- | -------- |
| українська | 95,05 %  |
| російська  | 2,47 %   |
| вірменська | 2,12 %   |
| інші       | 0,36 %   |